# C/1880 C1 (Großer Südkomet)
C/1880 C1 (Großer Südkomet) ist ein Komet, der im Jahr 1880 auf der Südhalbkugel mit dem bloßen Auge gesehen werden konnte. Er wird weniger aufgrund seiner Helligkeit als wegen seines eindrucksvollen Schweifs zu den „Großen Kometen“ gezählt.

## Entdeckung und Beobachtung
Am 28. Januar 1880 war der Komet von der Erde aus gesehen ab etwa 1:56 Uhr UT für 38 Minuten hinter der Sonne vorbeigegangen und auf der gegenüberliegenden Seite 15 Minuten nach der Zeit seiner größten Annäherung an die Sonne wieder erschienen. Dieses Ereignis blieb aber noch unbeobachtet.
Über die Entdeckung dieses Kometen gibt es nur Berichte aus zweiter Hand, daher ist der eigentliche Entdecker nicht bekannt. Allerdings lassen die Berichte keinen Zweifel daran, dass der Komet zuerst am Abendhimmel des 1. Februar 1880 (Ortszeit) in Neuseeland und Australien beobachtet wurde.
An den folgenden Tagen gab es unabhängige Entdeckungen an mehreren Orten der Südhalbkugel, u. a. durch Benjamin Apthorp Gould in Córdoba (Argentinien) und durch John Tebbutt in Windsor (New South Wales). Der Komet hatte gerade sein Perihel durchlaufen und stand immer noch nahe an der Sonne, als er entdeckt wurde. Daher wurde zunächst nur sein Schweif beobachtet, der sich 20–30° über dem Horizont erhob und dessen oberer Teil nach Süden gekrümmt war.
Am 4. Februar konnte zum ersten Mal der Kern des Kometen gesehen werden. Der schmale Schweif war nun 40–50° lang und nicht mehr gekrümmt. Am 6. Februar begann die Helligkeit des Kometen abzunehmen, der Schweif erreichte aber seine größte Länge von 75°. In den folgenden Nächten wurde der Komet immer schwieriger zu beobachten, ab dem 14. Februar war er nur noch im Teleskop zu sehen. Die letzte Beobachtung erfolgte am 20. Februar durch Gould.
Der Komet erreichte eine Helligkeit von 3 mag.

## Wissenschaftliche Auswertung
Kometen, die so nahe an der Sonne vorbeigehen wie der Große Südkomet von 1880, haben den Astronomen seit über 300 Jahren Rätsel gestellt. Seit nachgewiesen wurde, dass der Große Komet C/1680 V1 die Sonnenoberfläche im Abstand von nur 200.000 km fast gestreift hatte, fragten sie sich zum einen, wie Kometen so etwas überstehen können, und zum anderen, wann ein solcher Sonnenstreifer zuvor schon einmal erschienen sein könnte.
Als die wahrscheinlichsten Kandidaten für eine frühere Erscheinung des Großen Märzkometen von 1843 wurden lange Zeit drei oder vier Kometen aus dem letzten Drittel des 17. Jahrhunderts (nicht der Komet von 1680) angesehen. Als Umlaufzeit des Kometen wurden Werte von 175 Jahren bis herab zu völlig unmöglichen 7 Jahren vermutet. Direkte Berechnungen, die auf den Beobachtungen des Kometen basieren, zeigten aber, dass die Umlaufzeit wahrscheinlich nicht kürzer als 400 bis 500 Jahre sein kann.
Als im Jahr 1880 der Große Südkomet erschien, der in fast demselben Orbit umlief, hatten trotzdem die Befürworter einer 35- bis 40-jährigen Periode wieder eine große Zeit. Als dann 1882 auch der Große Septemberkomet C/1882 R1 wieder mit einem sehr ähnlichen Orbit erschien, wurde schon vermutet, dass dieser Sonnenstreifer durch Reibung in einem die Sonne umgebenden festen Medium bei jeder Wiederkehr sehr stark abgebremst worden wäre. Dies erwies sich aber als nicht zutreffend, da die Beobachtungsdaten des Kometen von 1882 eine Umlaufzeit von mehreren Jahrhunderten ergaben.
Die Schlussfolgerung daraus war, dass es eine Anzahl von verschiedenen Kometen geben müsse, die sich in praktisch demselben sonnenstreifenden Orbit bewegen. Daniel Kirkwood war der erste, der 1880 vorschlug, dass die sonnenstreifenden Kometen eine solche Kometengruppe bildeten. Er vermutete, dass die Kometen von 1843 und 1880 Bruchstücke des Großen Kometen von −371 sein könnten, der nach dem Bericht des griechischen Historikers Ephoros in zwei Teile gebrochen war. Auch der Komet von 1882 zerbrach während seines Vorbeigangs an der Sonne in mehrere Fragmente. Einige Jahre später wurde mit dem Großen Südkometen C/1887 B1 ein weiteres Mitglied dieser Kometengruppe identifiziert.
Die Sonnenstreifer wurde dann von 1888 bis 1901 sehr intensiv von Heinrich Kreutz untersucht, der vermutete, dass alle Mitglieder der später nach ihm Kreutz-Gruppe benannten Kometengruppe von einem ursprünglichen Körper abstammten, der bei seinem Vorbeigang an der Sonne zerbrochen sei. Er identifizierte noch weitere mögliche Mitglieder der Gruppe, und auch im 20. Jahrhundert erschienen noch weitere Gruppenmitglieder in den Jahren 1945, 1963, 1965 und 1970.
Brian Marsden untersuchte 1967 die Bahnen der bis dahin bekannten Kometen der Kreutz-Gruppe und zeigte, dass deren Mitglieder nach ihren leicht unterschiedlichen Bahnelementen in zwei Untergruppen aufgeteilt werden können. Der Sonnenstreifer C/1880 C1 gehört damit zusammen mit C/1843 D1 zu den wichtigsten Repräsentanten der Untergruppe I. In der Folge gab es viele Versuche, die möglichen Zerfallsprozesse und resultierenden Bahnen der Sonnenstreifer theoretisch zu erfassen, insbesondere durch Zdenek Sekanina und andere.
Marsden stellte 1989 ein Szenario vor, in dem die beiden Kometen C/1843 D1 und C/1880 C1 Bruchstücke eines gemeinsamen Vorläuferkometen sein könnten, der bei seinem Vorbeigang an der Sonne um das Jahr 1487 zerbrochen wäre. Dieser Vorgängerkomet könnte wiederum ein Bruchstück des Kometen von −371 gewesen sein. In diesem Fall hätte allerdings die Umlaufzeit des Kometen von 1843 nur etwa 360 Jahre betragen, was den bisherigen Erkenntnissen widerspricht. Außerdem gibt es aus dem späten 15. Jahrhundert keine Berichte über sonnenstreifende Kometen.
In sehr umfangreichen Untersuchungen wurden daraufhin von Sekanina und Paul W. Chodas neue Theorien über Ursprung und Entwicklung dieses und anderer Kometen, sowie der Kreutz-Kometengruppe insgesamt entwickelt, die derzeit den aktuellen Wissensstand wiedergeben. Demnach kann nach dem Modell der zwei Superfragmente davon ausgegangen werden, dass alle Sonnenstreifer der Kreutz-Gruppe von einem sehr großen Vorgängerkometen mit nahezu 100 km Durchmesser abstammen, der möglicherweise im späten 4. Jahrhundert oder frühen 5. Jahrhundert einige Jahrzehnte vor seinem damaligen Vorbeigang an der Sonne in zwei etwa gleich große Teile zerbrochen ist. Die beiden Superfragmente vollführten einen weiteren Umlauf um die Sonne und Superfragment II erschien wieder im Jahr 1106 als der berühmte Sonnenstreifer X/1106 C1. Superfragment I erschien nur wenige Jahre früher oder später, entging aber durch ungünstige Sichtungsbedingungen offenbar der Beobachtung, da es darüber keine Berichte gibt. Beide Superfragmente zerbrachen kurz nach ihrem damaligen extrem nahen Vorbeigang an der Sonne, innerlich geschädigt durch die enorme Hitze und Gezeitenkräfte, erneut in weitere Bruchstücke (Kaskadierende Zersplitterung): Superfragment I zerfiel zunächst in zwei weitere Teile, das erste erschien später als der Komet C/1843 D1, das andere Teil zerfiel noch einmal zwei Jahre danach in die beiden später als die Kometen C/1880 C1 und C/1887 B1 erschienenen Sonnenstreifer. Der Komet von −371 hatte dagegen, wie sich herausstellte, keinerlei Beziehung zur Kreutz-Gruppe.

## Umlaufbahn
Für den Kometen konnte aus 7 Beobachtungen über 5 Tage eine sehr unsichere hyperbolische Umlaufbahn bestimmt werden. Kreutz hatte noch aus 29 Beobachtungen über 14 Tage eine parabolische Bahn berechnet. Die folgenden Angaben beruhen auf den verbesserten Bahnelementen für den Kometen, die 2004 von Sekanina und Chodas aus theoretischen Überlegungen und unter Verwendung moderner mathematischer Methoden, mit der Berücksichtigung aller Planetenstörungen und relativistischer Effekte angenommen wurden. Danach bewegt sich der Komet auf einer elliptischen Umlaufbahn, die um rund 145° gegen die Ekliptik geneigt ist. Seine Bahn steht damit schräg gestellt zu den Bahnebenen der Planeten, er durchläuft seine Bahn gegenläufig (retrograd) zu ihnen. Im sonnennächsten Punkt der Bahn (Perihel), den der Komet am 28. Januar 1880 durchlaufen hat, befand er sich mit etwa 828.000 km Sonnenabstand nur knapp 1⁄5 des Sonnenradius über deren Oberfläche.
Bereits am 11. November 1879 hatte der Komet den Asteroiden (2) Pallas in etwa 42,6 Mio. km und am 28. Dezember den Mars in etwa 146,7 Mio. km Abstand passiert. Am 3. Januar näherte er sich der Erde bis auf etwa 91,6 Mio. km (0,61 AE). Etwa gleichzeitig mit dem Periheldurchgang erfolgte auch die größte Annäherung an den Merkur bis auf etwa 68,6 Mio. km und etwa 10 Stunden danach passierte er die Venus in etwa 105,0 Mio. km Abstand. Am 9. Februar näherte er sich der Erde noch einmal bis auf etwa 100,8 Mio. km (0,67 AE) und am 8. März dem Mars bis auf etwa 142,8 Mio. km.
Nach den Untersuchungen von Sekanina und Chodas ist der Komet zusammen mit C/1887 B1 wahrscheinlich ein sekundäres Bruchstück des Superfragments I, das während und nach seinem Periheldurchgang um das Jahr 1100 weiter zerfiel. Unter dieser Annahme (darauf beruht die Forced Solution von Sekanina und Chodas aus 2004) und ohne Berücksichtigung nicht-gravitativer Kräfte auf den Kometen besaß seine Bahn lange vor dem Durchlaufen des inneren Sonnensystems noch eine Exzentrizität von etwa 0,999940, eine Große Halbachse von etwa 84,8 AE und damit eine Umlaufzeit von etwa 780 Jahren. Durch die Anziehungskraft der Planeten, insbesondere durch Vorbeigänge am Saturn am 26. Dezember 1879 in etwa 9 ¼ AE und am Jupiter am 27. Januar 1880 in knapp 5 AE Distanz, wurde seine Bahnexzentrizität auf etwa 0,999923 und seine Große Halbachse auf etwa 78,1 AE verringert, so dass sich seine Umlaufzeit auf etwa 690 Jahre verkürzt. Wenn der Komet um das Jahr 2225 den sonnenfernsten Punkt (Aphel) seiner Bahn erreicht, wird er etwa 23,4 Mrd. km von der Sonne entfernt sein, über 155-mal so weit wie die Erde und über 5-mal so weit wie Neptun. Seine Bahngeschwindigkeit im Aphel beträgt nur etwa 0,021 km/s. Der nächste Periheldurchgang des Kometen könnte dann möglicherweise um das Jahr 2570 stattfinden.
Viel wahrscheinlicher ist jedoch, dass der Komet wie seine direkten Vorgänger und viele andere Mitglieder der Kreutz-Gruppe weiter zerfällt. Ein solcher spontaner Zerfall kann an jeder Stelle seines folgenden Umlaufs um die Sonne erfolgen, aber wann die Bruchstücke in das innere Sonnensystem zurückkehren, hängt stark davon ab, wo und wann dieses Auseinanderbrechen geschieht (oder bereits geschehen ist). Einzelne Bruchstücke könnten nach dem Zerfall neue Umlaufzeiten in einem weiten Bereich von ½ bis zum Mehrfachen der alten Umlaufzeit aufweisen und könnten somit irgendwann frühestens ab dem 23. Jahrhundert oder erst nach über tausend Jahren wiedererscheinen.